# Сапоновка
Сапо́новка (укр. Сапонівка) – село, расположенное на территории Борзнянского района Черниговской области (Украина). Расположено в 24 км на северо-запад от райцентра Борзны. Население — 17 чел. (на 2006 г.). Адрес совета: 16424, Черниговская обл., Борзнянский р-он, село Ядуты, ул. Набережная,39 , тел. 2–75–42.